# Шифман Ілля Шолеймович
Шифман Ілля Шолеймович, псевдонім Корабльов Ілля Шолеймович (1 червня 1930, Ленінград — 4 березня 1990) — радянський антикознавець і сходознавець, доктор історичних наук, старший науковий співробітник Ленінградського відділення Інституту сходознавства АН СРСР. Видав близько 150 праць з історії країн Стародавнього Сходу: Угарита, Фінікії, Палестини, Стародавньої Сирії, Стародавньої Аравії. Ініціатор нового наукового перекладу Старого Заповіту зі стародавньо-єврейської російською мовою.

## Біографія
Народився в Ленінграді, проте в роки Німецько-радянської війни перебував в евакуації в багатьох містах — в Рибінську, Сталінграді, Баку і Астрахані. 1945 року з батьками повернувся в Ленінград.
1948 року вступив на факультет сходознавства, кафедру асирології і гебраїстики, Ленінградського державного університету. Проте 1950 року кафедру закрили, і Шифмана перевели на кафедру історії Стародавньої Греції та Риму історичного факультету, який він закінчив з відзнакою 1953 року.
Наступні 1953—1957 року Ілля Шолеймович працював вчителем історії у Середній Азії, потім — у Калінінградській області. 1957 року повернувся до Ленінграда. Два роки (1957—1958) працював продавцем у книгарні «Мир» на Невському проспекті, 13, наступні два роки (1958—1959) — перекладачем у Центральному проектно-конструкторському бюро Морського флоту.
У 1959—1960 роках Шифман навчався в аспірантурі на кафедрі історії Стародавньої Греції та Риму, кандидатську дисертацію захистив у липні 1960 року на тему фінікійської колонізації Західного Середземномор'я. За півроку за клопотанням радянського сходознавця, члена-кореспондента АН СРСР Ніни Вікторівни Пігулевської, його зарахували до штату молодшим науковим співробітником Ленінградського відділення Інституту сходознавства АН СРСР. Тут, поєднуючи роботу з викладанням на історичному факультеті Ленінградського державного університету, Ілля Шолеймович працював до своєї смерті 4 березня 1990 року.
1970 року опублікована монографія Шифмана «Соціальні та економічні відносини в Сирії в I—III століттях». 19 грудня 1972 року в Московському Інституті історії за цією ж темою він захистив докторську дисертацію. Опонентами під час захисту були відомий візантиніст Георгій Львович Курбатов і сходознавець Ісидор Савич Кацнельсон. Пізніше регулярно читав спецкурси на історичному факультеті, зокрема з аналізу та критики біблійних переказів, курси з історії Карфагена і Пунічних воєн.
Близько 30 років Ілля Шолеймович був беззмінним керівником лекторію при Ленінградському відділенні Інституту сходознавства. Особливо популярними були лекції Іллі Шолеймовіча з історії християнства і лекції О. Г. Большакова з ісламу і про життя Мухаммада. Діяльність лекторію перервалася сама собою разом зі смертю Іллі Шолеймовіча. В період 1989—1990 років Ілля Шолеймовіч був головою єврейського культурного товариства Ленінграда.

## Монографії
- Возникновение Карфагенской державы. («Палестинский сборник». Вып. 12 (75). М.-Л., Издательство АН. 1963. 105 стр.
- Финикийский язык. (Серия «Языки народов Азии и Африки»). М., ИВЛ. 1963. 68 стр. 1200 экз. (2-е изд. М., УРСС. 2003)
- Финикийские мореходы. (Серия «По следам исчезнувших культур Востока»). М., Наука. 1965. 82 стр. 9000 экз.
- Кораблев И. Ш. (псевдоним) Ганнибал. М., Наука. 1976. 400 стр. 50000 экз. 2-е изд. М., Наука. 1981.
- Набатейское государство и его культура. Из истории культуры доисламской Аравии. (Серия «Культура народов Востока. Материалы и исследования»). М., Наука. 1976. 163 стр. 3000 экз. (2-е изд. СПб, Издательство СПбГУ. 2007)
- Сирийское общество эпохи принципата (1-3 вв. н.э.). М., Наука. 1977. 310 стр. 2400 экз.
- Угаритское общество (XIV—XIII вв. до н. э.) М., Наука. 1982. 392 стр. 1000 экз.
- Ilya Schiffmann. Phönizisch-Punische Mythologie und geschichtliche Überliefering in der Widerspiegelung der antiken Geschichtssreibung. Roma, 1986; русский перевод (осуществлён А. С. Четверухиным) — Шифман И. Ш. Финикийская мифология и античная историческая традиция. В кн.: Финикийская мифология. СПб., 1999, с. 188—324.
- Культура древнего Угарита (XIV—XIII вв. до н. э.). М., Наука. 1987. 236 стр. 2000 экз.
- Ветхий завет и его мир: (Ветхий завет как памятник литературной и общественной мысли древней Передней Азии). М., Политиздат. 1987. 240 стр. 200000 экз. (2-е изд. СПб, Издательство СПбГУ. 2007)
- Александр Македонский. (Серия «Всеобщая история»). Л., Наука. 1988. 205 стр. 200000 экз. (2-е изд. СПб, Издательство СПбГУ. 2007)
- Цезарь Август. (Серия «Из истории мировой культуры»). Л., Наука. 1990. 200 стр. 100000 экз.
- Карфаген. / Сост. и автор вступ. ст. И. Р. Тантлевский. СПб, Издательство СПбГУ. 2006. 518 стр. (включает переиздания книг «Финикийские мореходы», «Возникновение Карфагенской державы» и «Ганнибал»)